# Meander (Amsterdam)
Meander – centrum mieszkalno-biurowe powstałe w latach 1995–2006 na zrewitalizowanym terenie przemysłowym Amsterdamu, zaprojektowane przez Roba Kriera. Składają się na nie m.in.: 11 budynków, 275 mieszkań, biura, Szkoła i dom seniora. Zostało ono wybudowane w miejscu opustoszałych zakładów przemysłowych.